# لويز هوبكينز
لويز هوبكينز (بالإنجليزية: Louise Hopkins)‏ هي موسيقية بريطانية، ولدت في 1968.

## وصلات خارجية
- لويز هوبكينز على موقع ميوزك برينز (الإنجليزية)
- لويز هوبكينز على موقع ديسكوغز (الإنجليزية)